# Jason Berthomier
Jason Berthomier (* 6. Januar 1990 in Montluçon) ist ein französischer Fußballspieler.

## Karriere
Berthomier begann seine fußballerische Ausbildung 2008 bei Montluçon Foot, für die er in einem Jahr zu sechs Ligaeinsätzen kam. In der folgenden Spielzeit spielte er für die AS Domérat. Im Sommer 2010 wechselte er zur AS Moulins in die National 2. In der ersten Saison traf er siebenmal in 23 Viertligaspielen. 2011/12 spielte er 29 Mal und schoss vier Tore in der Liga. Die Folgesaison beendete er mit zehn Toren in 30 Einsätzen. In seiner letzten Spielzeit bei Moulins traf er elfmal in 29 Ligapartien. Zur neuen Saison 2014/15 wechselte er zum FC Bourg-Péronnas und spielte dort in der dritten Liga 32 Mal, schoss sechs Tore und stieg mit seiner Mannschaft in die Ligue 2 auf. Sein Profidebüt gab er bei einer 1:3-Niederlage gegen den AC Le Havre in der Startelf, als er auch seine erste Vorlage gab. Seine ersten beiden Tore schoss er bei einem 3:1-Heimsieg gegen Stade Brest am siebten Spieltag. Wettbewerbsübergreifend schoss er in 44 Spielen sieben Tore. Die Folgesaison 2016/17 schloss er mit zehn Treffern in 36 Partien ab. Im Sommer 2017 wechselte er zum Ligakonkurrenten Stade Brest. Am ersten Spieltag wurde er bei einer 2:3-Niederlage gegen LB Châteauroux eingewechselt und gab sein Vereinsdebüt. Drei Wochen später schoss er gegen den RC Lens in der Startelf stehend sein erstes Tor bei einem 4:2-Sieg seines Teams. Seine einzige Spielzeit bei Brest beendete Bartomier mit 34 Einsätzen und sieben Toren. Nach Saisonende wechselte er zum nächsten Ligue-2-Klub ES Troyes AC. Bei einem 1:0-Auswärtssieg beim AC Ajaccio wurde er ins Spiel gebracht und spielte somit das erste Mal für Troyes. In der Winterpause 2019 wechselte er zu Clermont Foot. Dort gab er sein Mannschaftsdebüt gegen Chamois Niort nach Einwechslung kurz vor Spielende. Am vorletzten Spieltag konnte er sein erstes Tor bei einer 2:4-Niederlage gegen seinen Exverein Troyes erzielen. In der Saison spielte er insgesamt elfmal für Troyes und 18 Mal mit zwei Toren für Clermont. In der Spielzeit 2019/20 traf er viermal in 23 Ligaspielen. Die Saison 2020/21 beendete er mit wettbewerbsübergreifend 38 Einsätzen, sechs Toren und zehn Torvorlagen. Zudem schaffte er den Aufstieg in die Ligue 1 mit seinem Team. Am 8. August 2021 (1. Spieltag) stand er gegen Girondins Bordeaux in der Startaufstellung und debütierte somit in der höchsten französischen Spielklasse. Bei der 2:3-Niederlage gegen die AS Saint-Étienne schoss er sein erstes Ligue-1-Tor. Im September 2022 wechselte der Franzose zum FC Valenciennes.

## Erfolge
FC Bourg-Péronnas
- Aufstieg in die Ligue 2: 2015

Clermont Foot
- Aufstieg in die Ligue 1: 2021